# 秋山ちえ子
秋山 ちえ子（あきやま ちえこ、1917年（大正6年）1月12日 - 2016年（平成28年）4月6日）は、日本のラジオパーソナリティ、エッセイスト、時事評論家。本名、橘川ちゑ（きっかわ ちえ）。

## 来歴・人物
宮城県仙台市出身。東京女子高等師範学校（現：お茶の水女子大学）を卒業後、聾唖学校の教師となる。この時、取材に訪れた川端康成と知り合い、北条誠を川端に紹介する。結婚後、中華民国に4年滞在。1948年（昭和23年）から1956年（昭和31年）まで、NHKラジオ番組『私の見たこと、聞いたこと』のレポーターを担当し、主婦の視点から見た日本の現状をわかりやすく説明した。1954年（昭和29年）にラジオ番組「私の見たこと聞いたこと」で第2回日本エッセイスト・クラブ賞を受賞（書籍ではなく、ラジオ番組に対しての授与）。その後ラジオ東京（現TBSラジオ）で『昼の話題』→『秋山ちえ子の談話室』のパーソナリティを1957年（昭和32年）から45年間担当した。1994年度（平成6年度）の日本女性放送者懇談会賞の日本女性放送者懇談会25周年特別賞を受賞する。
2002年（平成14年）に帯番組終了後も毎週日曜日に続編『秋山ちえ子の日曜談話室』として続いていたが、それも2005年（平成17年）10月2日をもって終了した。この番組について報道機関各社の説明では「当初から3年間限定と決めていましたし、どこかでパッとやめた方が自分の信条に合っています」としている。このラジオ番組の回想録「風の流れに添って（ラジオ生活57年）」が2005年（平成17年）10月2日の放送最終日に講談社より出版された。
2005年のラジオパーソナリティ引退後は後進の育成・訓導を行っていた。また2015年まで毎年8月15日（終戦の日）に、ラジオで童話「かわいそうなぞう」の朗読を、『大沢悠里のゆうゆうワイド』（TBSラジオ）で継続していた。『大沢悠里のゆうゆうワイド』の後継番組『大沢悠里のゆうゆうワイド土曜日版』では、2016年4月16日の放送分で、秋山の追悼特集を放送した。また、2016年4月30日の「ゆうゆうワイド土曜日版」においての大沢悠里発言並びにネット配信において、同年5月5日の21時より追悼特別番組を放送予定とアナウンスされた。
また、古巣のNHKでも2005年（平成17年）12月にNHKラジオ第1放送「きょうも元気でわくわくラジオ」に出演したことが縁で、2006年（平成18年）4月から2008年（平成20年）3月の放送終了まで、村上信夫司会週の放送回に不定期ながら出演している。この出演から、童話「かわいそうなぞう」の朗読も毎年8月NHKで行われるようになった（2011年は急病のため、出演を断念し朗読CDが流されている）。
文章にも定評があり「喋るエッセイスト」とも称されていた。
1991年（平成3年）に第39回菊池寛賞、1997年（平成9年）に東京都文化賞、1999年（平成11年）にエイボン女性大賞を受賞。
2016年（平成28年）4月6日、肺炎（呼吸器感染症）のため東京都目黒区の自宅で死去。99歳没。

## 平和・福祉・政治に関わる活動
- 大分県別府市を中心として障害者の支援を行っている社会福祉法人太陽の家の活動を応援しており、自らを「太陽の家応援団」と称して多くの支援を行っている。特に障害者の就労において、ソニーの創業者井深大や本田技研工業の創業者本田宗一郎、オムロンの創業者立石一真を紹介し、それぞれソニー・太陽株式会社、ホンダ太陽株式会社、オムロン太陽株式会社という社会福祉法人 太陽の家の共同出資会社の設立がなされた。

- 1967年（昭和42年）から毎年8月15日の終戦記念日には、戦争中に餓死させられた動物園のゾウの話「かわいそうなぞう」の朗読を続け、戦争の悲惨さと憲法九条の大切さを訴えていた。生前の秋山は「生きている限りはTBSラジオで毎年読ませてくださいとお願いしている」と語っており、生涯をかけた自分の仕事の一つとして「かわいそうなぞう」の朗読を続けていた。

- 1967年（昭和42年）4月に行われた東京都知事選挙では、美濃部亮吉の推薦人に名を連ねた[10]。

- 「九条の会」傘下の「マスコミ九条の会」呼びかけ人を務めた[11]。

## 著書
- 『私の社会見学』〈学校図書館文庫〉、牧書店、1955年5月28日。
- 『お勝手口からごめんなさい』春陽堂書店、1957年10月25日。
- 『日本人の住まいと暮らし』〈新中学生全集〉、筑摩書房、1959年10月30日。
- 『幸福へのささやき』〈知性選書〉、知性社、1959年3月15日。
- 『しあわせな子どものゆくすえ』〈ポケット文春〉、文芸春秋新社、1962年9月10日。
- 『夫とつきあう法』文芸春秋(ポケット文春)1966
- 『妻の孤独』主婦の友社、1966年12月10日。
- 『町かどの福祉』柏樹社、1976年7月10日。
- 『大晦日のローストビーフ 23の物語』文化出版局 1976 のち文春文庫
- 『おそい目ざめ』文化出版局 1977
- 『十年目の訪問』文化出版局、1979年3月25日。 のち文春文庫
- 『蜃気楼』潮出版社 1980
- 『いぶし銀のように 秋山ちえ子の歳時記』潮出版社 1981
- 『われら人間コンサート』暮しの手帖社 1985
- 『雨の日の手紙』文化出版局 1986 のち文春文庫
- 『秋山ちえ子の暮しの覚え書き』文化出版局、1986年6月29日。
- 『女の食卓 春・夏・秋・冬』海竜社 1988
- 『野菜の花 随想集』文京書房 1988
- 『まわり道』マガジンハウス 1991
- 『近くなった町 それぞれに大人の物語』ネスコ 1992 のち文春文庫
- 『冬の薔薇』三月書房 1994
- 『九十九歳の恋うた 小さな町の物語』岩波書店 1994
- 『さよならを言うまえに』岩波書店 1997 のち現代文庫
- 『二人静 女と男五つの小さな物語』小池書院(道草文庫) 1998
- 『八十二歳のひとりごと』岩波書店 1999
- 『風の流れに添って ラジオ生活五十七年』講談社 2005
- 『種を蒔く日々 九十歳を生きる』講談社 2008

## 共編著
- 少年少女教養全集 1(思想編) 宝文館 1961
- 家庭教育の疑問に答える 早川元二共編 1964 (三一新書)
- われら人間 自立に向って生きる 大和書房 1981.11
- わたしの家族 家の光協会 1995.4
- 日本の名随筆 別巻 59 感動 作品社 1996.1
- 元気よすぎる息子へのラブレター 親から子に贈る愛のメッセージ 漆原智良、千葉剛共編著 KTC中央出版 1998.4
- ラジオを語ろう 永六輔 2001.10 (岩波ブックレット)